# Asprókhoma
Asprókhoma (Asprochoma) är en ort i Grekland.   Den ligger i prefekturen Messenien och regionen Peloponnesos, i den södra delen av landet, 180 km sydväst om huvudstaden Aten. Asprókhoma ligger 2 meter över havet och antalet invånare är 617.
Terrängen runt Asprókhoma är varierad. Havet är nära Asprókhoma söderut. Runt Asprókhoma är det glesbefolkat, med 12 invånare per kvadratkilometer. Närmaste större samhälle är Kalamata, 3,5 km öster om Asprókhoma. 